# Sideroxylon foetidissimum
Sideroxylon foetidissimum là một loài thực vật có hoa trong họ Hồng xiêm. Loài này được Jacq. miêu tả khoa học đầu tiên năm 1760.